# Педроса-дель-Рей
Педроса-дель-Рей (ісп. Pedrosa del Rey) — муніципалітет в Іспанії, у складі автономної спільноти Кастилія-і-Леон, у провінції Вальядолід. Населення — 205 осіб (2010).
Муніципалітет розташований на відстані близько 160 км на північний захід від Мадрида, 21 км на схід від Вальядоліда.
На території муніципалітету розташовані такі населені пункти: (дані про населення за 2010 рік)
- Педроса-дель-Рей: 179 осіб
- Лос-Вільяестерес: 26 осіб

## Демографія
Динаміка населення (INE ):